# Arbeitsgemeinschaft Verkehrsrecht des DAV
Die Arbeitsgemeinschaft Verkehrsrecht des DAV, Eigenbezeichnung Verkehrsanwälte, ist eine Arbeitsgemeinschaft des Deutschen Anwaltvereins. Sie wurde im Jahr 1979 gegründet und hat ihren Sitz in Berlin. Mit mehr als 6.000 Mitgliedern ist sie die zweitgrößte Arbeitsgemeinschaft im DAV nach der Arbeitsgemeinschaft Familienrecht.

## Aufgaben
Die Arbeitsgemeinschaft bietet ein Forum für den Gedanken- und Meinungsaustausch von auf Verkehrsrecht spezialisierten Rechtsanwälten. Alle Mitglieder eines örtlichen Anwaltsvereins, die sich für die Ziele und Inhalte der Verkehrsanwälte interessieren, können Mitglied werden. Die Rechtsanwälte, die Mitglied sind, profitieren von einem umfangreichen Seminarangebot zu verkehrsrechtlichen Fragen und gesetzlichen Neuregelungen. Zudem können Vereinsmitglieder über die regionale Anwaltsuche auf der Webpräsenz der Verkehrsanwälte gefunden werden.
Die Arbeitsgemeinschaft setzt sich in den Gremien des Deutschen Verkehrsgerichtstages in Goslar aktiv für die Rechte der Geschädigten ein. Darüber hinaus nimmt man im Verkehrsrechtsausschuss des Deutschen Anwaltvereins zu allen wichtigen Gesetzesvorhaben Stellung.

## Struktur
Die Arbeitsgemeinschaft ist eine rechtlich unselbständige Untergliederung des Deutschen Anwaltvereins e. V. mit hauptsächlich ehrenamtlichen Mitarbeitern. Die Arbeitsgemeinschaft wird geleitet von einem neunköpfigen Geschäftsführenden Ausschuss, der aus dem Kreis der Mitglieder gewählt wird. Dazu gibt es ferner 17 Regionalbeauftragte.

## Publikationen
- Der Verkehrsanwalt. Mitteilungsblatt der Arbeitsgemeinschaft Verkehrsrecht des DAV e. V.
- zfs – Zeitschrift für Schadensrecht
- Schriftenreihe der Arbeitsgemeinschaft Verkehrsrecht des deutschen Anwaltsvereins